# Faraaz Khan
Faraaz Khan (Mumbai, 27 maggio 1970 – 4 novembre 2020) è stato un attore e modello indiano, figlio d'arte di Yusuf Khan (ricordato come Zebisko nel film commedia Amar Akbar Anthony).
Attore cinematografico e televisivo di fede islamica, apparve in alcuni film bollywoodiani di successo fra la fine degli anni '90 e all'inizio degli anni 2000, come Fareb, Mehndi e Achanak 37 Saal Baad, la pellicola più nota. Quando fu scritturato per un ruolo da protagonista nel musical romantico Maine Pyar Kiya del 1989, dovette essere sostituito da Salman Khan prima dell'inizio delle riprese, probabilmente a causa di una grave malattia.
È scomparso nel 2020 all'età di 50 anni a seguito di una malattia di natura neurologica.

## Filmografia

### Cinema
- Fareb (1996) – Dr. Rohan Verma
- Prithvi (1997) – Vinod Kumar
- Love Story 98 - 1998
- Mehndi (1998) – Niranjan Chaudhary
- Dulhan Banoo Main Teri (1999) – Deepak Rai
- Dil Ne Phir Yaad Kiya (2001) – Sanjeev Verma
- Bazaar: Market of Love, Lust and Desire (2004)
- Chand Bujh Gaya (2005) – Adarsh

### Televisione
- One Plus One - 1997
- Achanak 37 Saal Baad (2002-2003) – Ajay
- Kareena Kareena
- Sindoor Tere Naam Ka - Dr. Shantanu